# Hipparchia sigurdrifa
Hipparchia sigurdrifa är en fjärilsart som beskrevs av Hans Fruhstorfer 1908. Hipparchia sigurdrifa ingår i släktet Hipparchia och familjen praktfjärilar. Inga underarter finns listade i Catalogue of Life.